# Sävbladstekel
Sävbladstekel (Selandria serva) är en stekelart som först beskrevs av Johan Christian Fabricius 1793.  Selandria serva ingår i släktet Selandria, och familjen bladsteklar. Arten är reproducerande i Sverige.